# Ulla Sandell
Ulla Birgitta Sandell, född Dannberg, 15 december 1927 i Uppsala, död 29 oktober 2016 i Lund, var en svensk kommunalpolitiker (socialdemokrat).
Efter realexamen 1944 och handelsskola 1945 arbetade Sandell som sekreterare åren 1945–1958, efter flytten till Malmö 1958 engagerade sig Sandell i Lorensborgs socialdemokratiska kvinnoklubb (ordförande under åren 1960-1970), i april 1970 var Sandell med och bildade Internationella kvinnoföreningen i Malmö, kanslist 1971–1973 och kommunalråd för undervisnings- och kulturroteln i Malmö 1974–1985. Hon var ledamot av skolstyrelsen där från 1962 (ordförande 1974–1985), ordförande i biblioteksnämnden 1968–1973, i teaterstyrelsen 1976–1986, i kulturstödsnämnden 1982, vice ordförande i konsthallsnämnden 1992–1994 och ledamot av stads-/kommunfullmäktige från 1967 (andre vice ordförande 1988–1991).
Sandell var ledamot av länsskolnämnden i Malmöhus län från 1974 (ordförande från 1983), vice ordförande i Sveriges allmänna biblioteksförening och ordförande i folkbibliotekssektionen 1971–1979, styrelseledamot på Skolöverstyrelsen 1981–1987, på Lunds universitet från 1977 (vice ordförande där sedan 1984), Södra högskoleregionen 1977–1984, ledamot Statens filmgranskningsråd 1970–1976 samt ledamot av kammarrätten i Göteborg från 1986.
Sandell fick, som den då högst ansvariga för kulturpolitiken i Malmö, sitt namn knutet till konflikterna mellan henne och företrädarna för det fria kulturlivet i staden, bland annat i samband med striden om Victoriateatern 1975–1976, då hon uppfattades som Victoriakommitténs huvudfiende. Under Folkfesten 1975 framförde de fria kulturutövarna ett gigantiskt skådespel i vilket jättedockan "Victoria", som symboliserade den fria kulturen, dräptes av "Drak-Ulla". Affischen till Folkfesten 1982 (designad av Lars Hejll) avbildade en punkare med Ulla Sandells ansikte. Folkfesten 1975 och Lars Hejlls affisch omnämns i en artikel i Sydsvenskan den 21 augusti 2021 "Parken åt folket" - 50 år sedan första Folkfesten ref 
I en minnesruna skrevs "På kulturområdet hade Ulla Sandell dessutom att hantera en mycket livaktig utomparlamentarisk opposition, vilket komplicerades av att rörelsen hade vissa problem med att orientera sig i den för tiden nya situationen. I någon utsträckning kunde motsättningarna lösas med inrättandet av den nya kulturstödsnämnden, inriktad på det icke-kommunala kulturlivet.", "Med det tidigare socialdemokratiska kommunalrådet Ulla Sandells bortgång har vi mist en av Malmöpolitikens mest profilerade och färgstarka politiker. Med sin personliga framtoning och sin resultatinriktade politik präglade hon under en rad år den politiska debatten i Malmö."
Ulla Sandell är begravd på Norra kyrkogården i Lund.